# Подвиги Геракла (фильм)
«Подвиги Геракла» (итал. Le fatiche di Ercole, англ. Hercules — в международном прокате) — итальянский приключенческий фильм 1958 года режиссёра Пьетро Франчиши. Фильм создан по мотивам мифов Древней Греции, находится в общественном достоянии в США. Следующий фильм в серии — «Подвиги Геракла: Геракл и царица Лидии».

## Сюжет
Фильм снят по мотивам мифов Древней Греции, в частности, мифа о Золотом руне.
Геракл направляется в Иолк ко двору царя Пелия, чтобы присутствовать при вступлении его сына, Ифита, на трон. Однако вскоре дочь царя, Иола, рассказывает Гераклу историю вступления её отца на трон и о краже их семейной реликвии — Золотого руна. Оказывается, Пелий убил своего брата, чтобы стать правителем, а единственное доказательство этого преступления содержится на пропавшем Руне.
Согласно предсказанию, власть Пелия окончится, как явится к нему человек в одной сандалии, и вскоре этот человек появляется перед царём — его племянник Ясон. Напуганный, Пелий немедленно отправляет его в далёкую страну Колхида на, как он рассчитывает, верную смерть в чужих краях. Ясон, Геракл и их друзья — Одиссей, Лаэрт, Аргос, Кастор и Полидевк, Орфей, Асклепий и другие — снаряжают «Арго» и уходят в море.
Испытав множество приключений, аргонавты добывают Золотое руно. Жители Иолка приветствуют своих героев, но Пелий и его приспешник Еврисфей выкрадывают Руно, обвиняя в этом Ясона. Между войском Пелия и аргонавтами происходит сражение, в котором побеждают Геракл, Ясон и его команда. Пелий выпивает яд, Ясон вступает на трон, а Геракл с Иолой снова уходят в море навстречу новым приключениям.
Также в ленте показаны смерть Ифита, победа Геракла над Немейским львом и Критским быком.

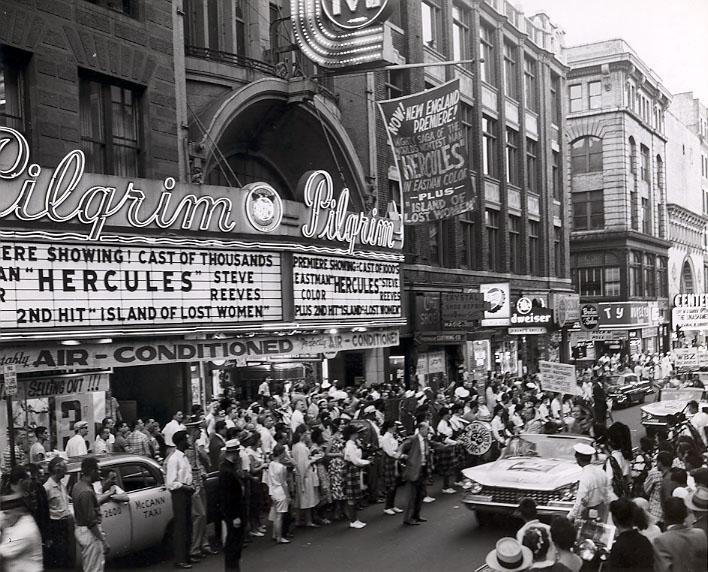
Премьера фильма в Бостоне, США, 22 июля 1959

## В главных ролях
- Стив Ривз — Геракл
- Сильва Кошчина — Иола
- Фабрицио Миони[итал.] — Ясон
- Иво Гаррани — Пелий
- Артуро Доминичи — Еврисфей

## Премьерный показ в разных странах
- Италия — 20 февраля 1958
- Португалия — 13 ноября 1958; 16 августа 1979 (ре-релиз)
- Великобритания — 1959
- Западная Германия — 13 января 1959
- Финляндия — 20 марта 1959
- Австралия — 26 марта 1959
- США — 22 июля 1959; 22 мая 1974 (ре-релиз, только в Сан-Франциско)
- Испания — 4 января 1960 (только в Мадриде)